# Инь Ли (политик)
Инь Ли (род. август 1962, Шаньдун) — китайский политик, секретарь (глава) пекинского горкома Компартии Китая с 13 ноября 2022 года.
С 2020 по 2022 год глава парткома КПК провинции Фуцзянь. В 2016—2020 гг. губернатор провинции Сычуань. В 2008—2012 гг. заместитель министра здравоохранения. В 2012—2013 гг. директор China Food and Drug Administration. Член КПК с 1983 года. Доктор (1993).
Родился в восточно-китайской провинции Шаньдун; ханьской национальности. Окончил Шаньдунский медуниверситет (бакалавр, 1986); в сентябре 1987 года начал трудовую деятельность. В 1988 году получил магистерскую степень, а в 1993 году докторат в пост-СССР.
В 2013—2015 гг. замсекретаря партгруппы руководства China Food and Drug Administration — и замдиректора National Health and Family Planning Commission и China Food and Drug Administration. В 2015—2020 гг. заместитель секретаря Сычуаньского провинциального комитета КПК.
Член ЦК КПК 19-20-го созывов (кандидат в члены ЦК КПК в 2012—2017 гг.).
13 ноября 2022 года решением ЦК Компартии Китая назначен секретарём пекинского горкома КПК